# Peter Stoffer
 (janvier 2018).
Si vous disposez d'ouvrages ou d'articles de référence ou si vous connaissez des sites web de qualité traitant du thème abordé ici, merci de compléter l'article en donnant les références utiles à sa vérifiabilité et en les liant à la section « Notes et références ».
 (septembre 2016).
Améliorez-le ou discutez des points à vérifier. 
Peter Arend Stoffer, né le 6 janvier 1956 à Heerlen aux Pays-Bas, est un homme politique canadien. 

## Biographie
Il a été député à la Chambre des communes du Canada, où il représentait la circonscription néo-écossaise de Sackville—Eastern Shore sous la bannière du Nouveau Parti démocratique. Stoffer est un ancien employé d'une compagnie aérienne et militant syndical. Il a également milité sur les questions environnementales.
Il a prôné les politiques de la troisième voie à la Tony Blair. Il est affilié à un groupe réformiste interne au NPD qui a fait adopter le principe d'un vote par membre pour les élections de chef de parti et qui cherche à limiter l'influence syndicale sur le parti.
Le 26 mai 2011, il a été nommé porte-parole de l'opposition officielle du Canada pour les anciens combattants. Il a été défait lors des élections générales de 2015.
Il a reçu en 2015 les insignes de Chevalier de l’Ordre d'Orange-Nassau.
En février 2018, Peter Stoffer a été visé par des allégations d’inconduite sexuelle et s'est excusé d'avoir eu des comportements qui ont pu être perçus comme humiliants ou inappropriés,.